# Tarzan
Tarzan è un personaggio immaginario inventato da Edgar Rice Burroughs. Rappresenta l'archetipo del bambino selvaggio allevato nella giungla dalle scimmie, che ritorna in seguito alla civilizzazione solo per rifiutarla in buona parte e tornare nella natura selvaggia nelle vesti di eroe ed avventuriero. È apparso per la prima volta nel romanzo Tarzan delle Scimmie (Tarzan of the Apes, pubblicato originariamente nell'ottobre del 1912 sulla rivista The All-Story e in volume nel 1914) e in seguito in 23 storie e in innumerevoli opere su altri media, autorizzate o meno.
La fortuna di Tarzan non risiede solo nelle storie, avventure mozzafiato in terre esotiche e aliene, ma anche nello stile adottato da Burroughs, che fa della semplicità della scrittura il cardine dei suoi romanzi, ottenendo facilmente un forte legame con il lettore ed una più facile identificazione con personaggi che normalmente non fanno parte del vivere quotidiano.
I racconti di Tarzan sono stati trasposti nel cinema, televisione, fumetto, anche con nuove storie originali. Il personaggio vanterà inoltre numerosi imitatori (i cosiddetti "tarzanidi").

## Storia di Tarzan
(da Tarzan delle Scimmie, 1912)

## Romanzi di Tarzan

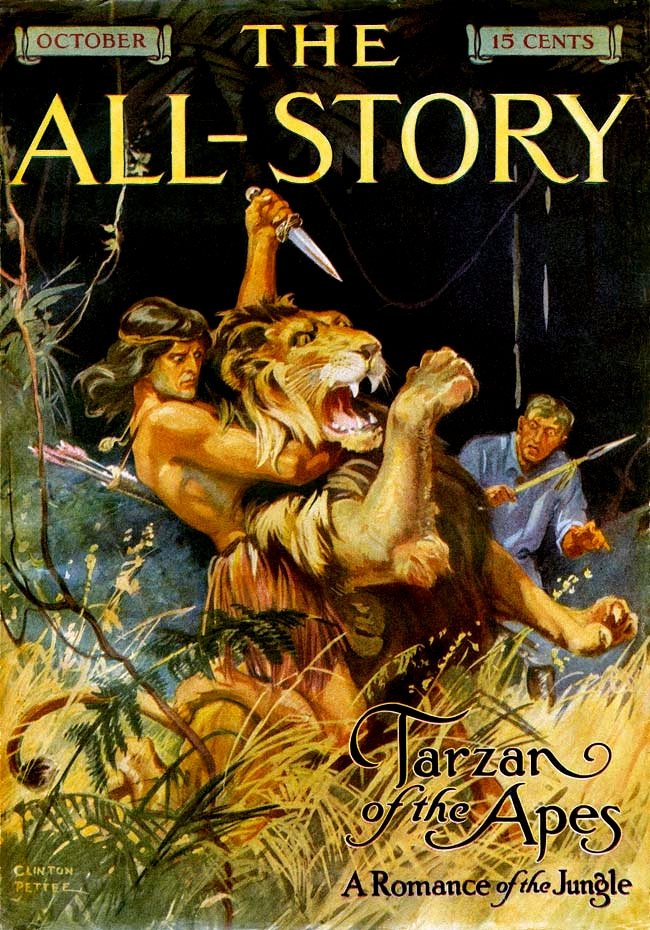
Copertina della rivista pulp The All-Story (ottobre 1912), debutto di Tarzan.

I romanzi di Tarzan possono essere conteggiati in un ciclo di ventiquattro volumi scritti da Edgar Rice Burroughs, seguiti da altri romanzi solo parzialmente scritti dallo stesso o ufficialmente autorizzati dai suoi eredi. Esistono poi altri due lavori scritti da Burroughs per un pubblico più giovane che non sono sempre riconosciuti quali appartenenti al ciclo principale.

### Ciclo di Edgar Rice Burroughs
Otto dei ventiquattro volumi che compongono il ciclo di Tarzan non sono stati tradotti in lingua italiana.
1. Tarzan delle Scimmie (1912)
2. Il ritorno di Tarzan (1913)
3. Le belve di Tarzan (1914)
4. Il figlio di Tarzan (1914)
5. Tarzan e i gioielli di Opar (1916)
6. I racconti della giungla di Tarzan (1919)
7. Tarzan l'indomabile (1920)
8. Tarzan il terribile (Tarzan the Terrible, 1921)
9. Tarzan e il leone d'oro (1922, 1923)
10. Tarzan e gli uomini formica (1924)
11. Tarzan, re della giungla (1927, 1928)
12. Tarzan e l'impero perduto (1928)
13. Tarzan al centro della Terra (Tarzan at the Earth's Core, 1929)
14. Tarzan the Invincible (1930, 1931)
15. Tarzan trionfante (1931)
16. Tarzan e la città d'oro (1932)
17. Tarzan and the Lion Man (1933, 1934)
18. Tarzan e gli uomini leopardo (1935)
19. Tarzan's Quest (1935, 1936)
20. Tarzan e la città vietata (1938)
21. Tarzan the Magnificent (1939)
22. Tarzan and the Foreign Legion (1947)
23. Tarzan and the Madman (1964), opera postuma
24. Tarzan and the Castaways (1965)

A questi si deve aggiungere la raccolta dei due romanzi destinati a un pubblico più giovane:
- Tarzan and the Tarzan Twins (1963)

### Opere non scritte da Burroughs
Le opere autorizzate attorno al mondo di Tarzan non firmate da Burroughs sono cinque:
1. The Adventures of Tarzan (1921) di Maude Robinson Toombs, è stata serializzata in 17 parti pubblicate sui quotidiani dell'epoca
2. Tarzan and the Valley of Gold (1966), trasposizione letteraria dell'omonimo film a opera di Fritz Leiber, è considerato il 25° romanzo del ciclo
3. Tarzan: the Lost Adventure (1995) di Joe R. Lansdale, è basato su alcuni frammenti originali di Burroughs
4. Tarzan: The Epic Adventures (1997) di R. A. Salvatore, è dichiaratamente ambientato fra i primi due romanzi di Burroughs
5. The Dark Heart of Time (1999) di Philip José Farmer, è considerato il seguito di Tarzan: The Lost Adventure

## Trasposizioni in altri media

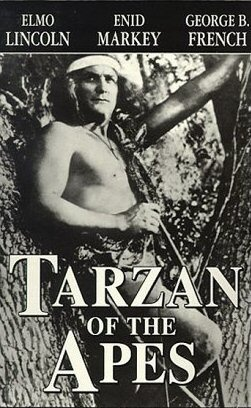
Poster dal film Tarzan of the Apes del 1918

Secondo la rivista Ciak erano 45 (al marzo 1992) i film autorizzati realizzati sul personaggio (con l'esclusione di quelli in chiave comico-parodistica, come nel caso di Totò Tarzan). Dodici di questi film hanno come protagonista Johnny Weissmuller e prima di lui il personaggio era stato protagonista di otto film muti tra il 1918 e il 1929. Inoltre il personaggio è protagonista di alcune serie di telefilm con oltre 60 episodi in varie stagioni dagli anni sessanta al 2003. Fra le Jane Porter del grande schermo figurano anche Karla Schramm (epoca del cinema muto), Brenda Joyce e Maureen O'Sullivan.

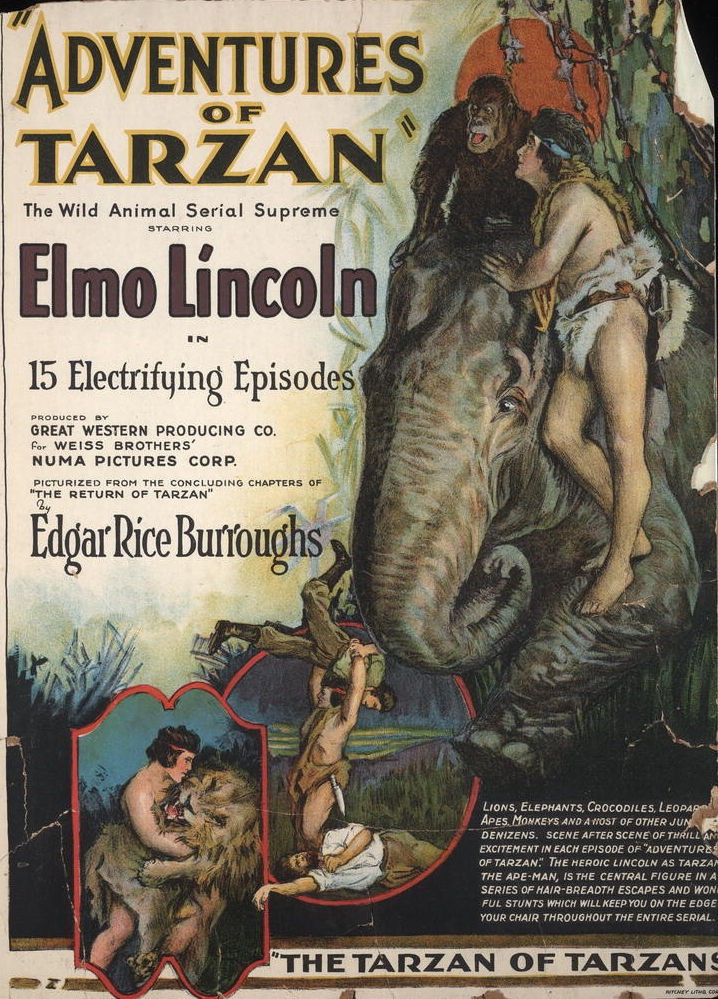
Adventures of Tarzan con Elmo Lincoln, 1921

### Cinema

#### Film muti

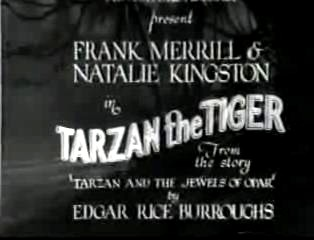
Titoli di Tarzan the Tiger del 1929

- Tarzan of the Apes (1918) di Scott Sidney, con Elmo Lincoln (e Gordon Griffith, Tarzan bambino) – Prima apparizione in assoluto al cinema (73 min)
- The Romance of Tarzan (1918) di Wilfred Lucas, con Elmo Lincoln – Film andato perduto (70 min)
- The Revenge of Tarzan (1920) di Harry Revier e George M. Merrick, con Gene Pollar e Karla Schramm – Film andato perduto (90 min)
- The Son of Tarzan (1920) di Arthur J. Flaven e Harry Revier, con P. Dempsey Tabler e Karla Schramm – Serial cinematografico in 15 episodi (253 min)
- The Adventures of Tarzan (1921) di Robert F. Hill e Scott Sidney, con Elmo Lincoln – Serial cinematografico in 15 episodi (264 min)
- Tarzan and the Golden Lion (1927) di J.P. McGowan, con James Pierce (57 min)
- Tarzan the Mighty (1928) di Jack Nelson e Ray Taylor, con Frank Merrill – Serial cinematografico in 15 episodi, film andato perduto (231 min)
- Tarzan the Tiger (1929) di Henry MacRae, con Frank Merrill – Serial cinematografico in 15 episodi, ora di pubblico dominio e disponibile in DVD (266 min)

#### Film con Johnny Weissmuller
- Tarzan l'uomo scimmia (Tarzan, the Ape Man), regia di W. S. Van Dyke (1932)
- Tarzan e la compagna (Tarzan and His Mate), regia di Cedric Gibbons (1934)
- La fuga di Tarzan (Tarzan Escapes), regia di Richard Thorpe (1936)
- Il figlio di Tarzan (Tarzan Finds a Son!), regia di Richard Thorpe (1939)
- Il tesoro segreto di Tarzan (Tarzan's Secret Treasure), regia di Richard Thorpe (1941)
- Tarzan a New York (Tarzan's New York Adventure), regia di Richard Thorpe (1942)
- Il trionfo di Tarzan (Tarzan Triumphs), regia di Wilhelm Thiele (1943)
- Tarzan contro i mostri (Tarzan's Desert Mystery), regia di Wilhelm Thiele (1943)
- Tarzan e le amazzoni (Tarzan and the Amazons), regia di Kurt Neumann (1945)
- Tarzan e la donna leopardo (Tarzan and the Leopard Woman), regia di Kurt Neumann (1946)
- Tarzan e i cacciatori bianchi (Tarzan and the Huntress), regia di Kurt Neumann (1947)
- Tarzan e le sirene (Tarzan and the Mermaids), regia di Robert Florey (1948)

#### Film con Lex Barker
- Tarzan e la fontana magica (Tarzan's Magic Fountain), regia di Lee Sholem (1949)
- Tarzan e le schiave (Tarzan and the Slave Girl), regia di Lee Sholem (1950)
- Tarzan sul sentiero di guerra (Tarzan's Peril), regia di Byron Haskin (1951)
- La furia di Tarzan (Tarzan's Savage Fury), regia di Cy Endfield (1952)
- Tarzan e i cacciatori d'avorio (Tarzan and the She-Devil), regia di Kurt Neumann (1953)

#### Film con Gordon Scott
- Tarzan e la giungla proibita (Tarzan's Hidden Jungle), di Harold D. Schuster (1955)
- Tarzan e il safari perduto (Tarzan and the Lost Safari), di H. Bruce Humberstone – In assoluto primo film a colori con Tarzan (1957)
- Tarzan and the Trappers, di Charles F. Haas (1958)
- Tarzan e lo stregone (Tarzan's Fight for Life), di H. Bruce Humberstone (1958)
- Il terrore corre sul fiume (Tarzan's Greatest Adventure), di John Guillermin (1959)
- Tarzan il magnifico (Tarzan the Magnificent), di Robert Day (1960)

#### Altri film

##### Altri film nel periodo Weissmuller

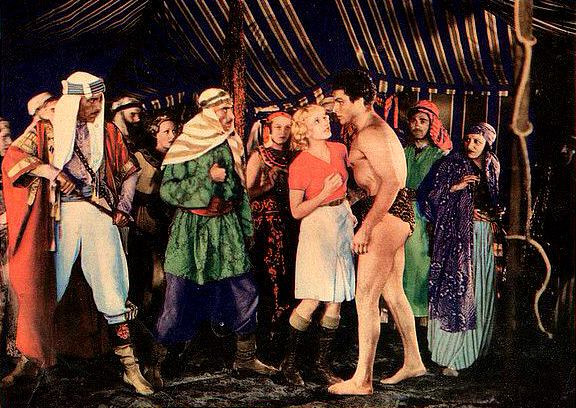
Tarzan l'indomabile, 1933.

- Tarzan l'indomabile (Tarzan the Fearless), regia di Edward Kull, con Buster Crabbe (1933)
- Le nuove avventure di Tarzan (The New Adventures of Tarzan), regia di Edward Kull, con Bruce Bennett (1935)
- Tarzan e la dea verde (Tarzan and the Green Goddess), regia di Edward A. Kull e Wilbur McGaugh, con Bruce Bennett (1938)
- La rivincita di Tarzan (Tarzan's Revenge), regia di David Ross Lederman, con Glenn Morris (1938)

##### Anni sessanta
- Tarzan l'uomo scimmia (Tarzan, the Ape Man), regia di Joseph M. Newman, con Denny Miller (1959)
- Tarzan in India (Tarzan Goes to India), regia di John Guillermin, con Jock Mahoney (1962)
- Le tre sfide di Tarzan (Tarzan's Three Challenges), regia di Robert Day, con Jock Mahoney (1963)
- Tarzan and King Kong, regia di A. Shamsheer (1965) [inedito in Italia]
- Tarzan nella valle dell'oro (Tarzan and the Valley of Gold), regia di Robert Day, con Mike Henry (1966)
- Tarzan e il grande fiume (Tarzan and the Great River), regia di Robert Day, con Mike Henry (1967)
- Tarzan e il figlio della giungla (Tarzan and the Jungle Boy), regia di Robert Gordon, con Mike Henry (1968)

##### Anni settanta/ottanta/novanta
- Tarzan's Deadly Silence (Tarzan's Deadly Silence), regia di Robert L. Friend, con Ron Ely (1970) - film composto da due episodi della serie TV della NBC del 1966 (88 min)
- Tarzan, l'uomo scimmia (Tarzan, the Ape Man), regia di John Derek, con Miles O'Keeffe (1981)
- Greystoke - La leggenda di Tarzan, il signore delle scimmie (Greystoke: the Legend of Tarzan, Lord of the Apes), regia di Hugh Hudson, con Christopher Lambert (1984)
- Tarzan - Il mistero della città perduta (Tarzan and the Lost City), regia di Carl Schenkel, con Casper Van Dien (1998)

##### Anni duemila
- The Legend of Tarzan, regia di David Yates, con Alexander Skarsgård (2016)

#### Film d'animazione
- Tarzan (Tarzan), film d'animazione, regia di Kevin Lima, Chris Buck (1999)
- Tarzan & Jane, film d'animazione direct-to-video, regia di Victor Cook, Steve Loter (2002)
- Tarzan 2 (Tarzan II), film d'animazione direct-to-video, regia di Brian Smith (2005)
- Tarzan, film d'animazione, regia di Reinhard Klooss (2013)

#### Parodie e apocrifi
- Tototarzan (1950), regia di Mario Mattoli, con Totò
- Zan, re della giungla (Tarzán en la gruta del oro), regia di Manuel Caño, con Steve Hawkes (1969)
- Tarzan e la pantera nera (Tarzán y el arco iris), regia di Manuel Caño, con Steve Hawkes (1972)
- Tarzan - I segreti della jungla (Tarzán y el misterio de la selva), regia di Miguel Iglesias, con Richard Yestaran (1973)
- Tarzán en las minas del rey Salomón (Tarzán en las minas del rey Salomón), regia di José Luis Merino, con David Carpenter (1973)
- Tarzoon - La vergogna della giungla (Tarzoon, la honte de la jungle), regia di Picha Boris Szulzinger, con Georges Aminel (1975)
- Ma quant'è forte Tarzan (1977), sigla di chiusura del varietà Noi... no!, con la coppia Sandra Mondaini-Raimondo Vianello.
- George re della giungla...? (George of the jungle), regia di Sam Weismann, con Brendan Fraser. Parodia sui tarzanidi. (1997)
- George re della giungla 2 (George of the jungle), regia di David Grossman, sequel del film del 1997. (2003)

### Televisione
In televisione, per la verità, la stella di Tarzan ha brillato (e brilla tuttora) di luce riflessa, con i ripetuti e frequenti passaggi dei film realizzati intorno alla sua figura. Inoltre sono state prodotte alcune serie e miniserie televisive dedicate a Tarzan.
Prettamente televisivo è invece un personaggio, quasi un epigono (anche nel nome evocativo) del popolare "re della giungla", che appassionò il pubblico televisivo giovanile degli anni cinquanta: quel Jim della giungla interpretato dall'attore-atleta olimpico Johnny Weissmuller che molto ricordava – specie nella plasticità nei tuffi dalle più alte rocce – i tanti Tarzan succedutisi sul grande schermo.
- Tarzan (Tarzan, 1966-1968), serie televisiva
- Tarzan, signore della giungla (Tarzan, Lord of the Jungle, 1976-1980), serie televisiva animata
- Tarzan a Manhattan (Tarzan in Manhattan, 1989), film televisivo
- Io Jane, tu Tarzan (1989), miniserie televisiva
- Tarzan (Tarzán, 1991-1994), serie televisiva
- Tarzan - La grande avventura (Tarzan: The Epic Adventures, 1996-1997), serie televisiva
- La leggenda di Tarzan (The Legend of Tarzan, 2001-2002), serie televisiva animata
- Tarzan (Tarzan, 2003), serie televisiva
- Tarzan & Jane di Edgar Rice Burroughs (Tarzan & Jane ovvero Edgar Rice Burroughs' Tarzan & Jane, 2017), cartone animato tridimensionale del web

### Attori che lo hanno interpretato
1. Elmo Lincoln (1918-1921) - 3 film
2. Gene Pollar (1920) - 1 film
3. P. Dempsey Tabler (1920) - 1 film
4. James Pierce (1927) - 1 film
5. Frank Merrill (1928-1929) - 2 film
6. Johnny Weissmuller (1932-1948) - 12 film
7. Buster Crabbe (1933) - 1 film
8. Herman Brix (1935-1938) - 2 film
9. Glenn Morris (1938) - 1 film
10. Lex Barker (1949-1953) - 5 film
11. Gordon Scott (1955-1960) - 6 film
12. Denny Miller (1959) - 1 film
13. Jock Mahoney (1962-1963) - 2 film
14. Ron Ely (1966-1970) - 2 film + 57 episodi di telefilm
15. Mike Henry (1966-1968) - 3 film
16. Miles O'Keeffe (1981) - 1 film
17. Christopher Lambert (1984) - 1 film
18. Joe Lara (1989-1996) - 2 film TV
19. Wolf Larson (1991-1994) - 42 episodi di telefilm
20. Casper Van Dien (1998) - 1 film
21. Travis Fimmel (2003) - 8 episodi di telefilm
22. Alexander Skarsgård (2016) - 1 film

### "Tarzan bambino" e il "figlio di Tarzan"
Nei racconti originari di Edgar Rice Burroughs, Tarzan è un bambino che cresce nella giungla e da adulto ha un figlio, "Korak", che ne ripete la vicenda. Fin nei primi adattamenti cinematografici appare il personaggio di "Tarzan bambino", che poi a somiglianza del modello letterario si riproduce come per clonazione nelle svariate figure di "figlio di Tarzan". Il prototipo è quello offerto dall'attore bambino Gordon Griffith, che interpreta entrambi i ruoli: "Tarzan bambino" nella prima versione cinematografica (Tarzan of the Apes, 1918) e quindi il "figlio di Tarzan" ("Korak") nei primi quattro episodi del serial cinematografico The Son of Tarzan (1920).
Per evitare problemi di morale e di censura, nei film si preferirà generalmente presentare la relazione tra Tarzan e il "figlio" in termini di adozione. I più celebri "figli adottivi di Tarzan" sono Johnny Sheffield ("Boy"), in ben 8 film con Johnny Weissmuller negli anni quaranta, e Manuel Padilla Jr. ("Jai") in due film con Mike Henry (1966-67) e quindi in 55 episodi della prima serie televisiva degli anni sessanta con Ron Ely (1966-68). In Il tesoro segreto di Tarzan (1941) Tarzan e Jane adottano assieme a "Boy" anche un bambino orfano africano di nome "Tumbo", interpretato da Cordell Hickman, ma per le sue implicazioni razziali il personaggio scompare negli episodi successivi della serie. Altri figli adottivi di Tarzan includono: Bobby Nelson ("Bobby"), il fratellino di Jane "adottato" da Tarzan, nel serial Tarzan the Mighty (1928); Tommy Carlton ("Joey") in Tarzan's Savage Fury (1952); Rickie Sorensen ("Tartu") in Tarzan e lo stregone (1958) e Tarzan and the Trappers (1958); e Steve Bond in Tarzan and the Jungle Boy (1968).
Anche il personaggio di "Tarzan bambino" ha le sue riprese. Il film Greystoke - La leggenda di Tarzan, il signore delle scimmie (1984) utilizza ben quattro attori bambini per illustrare la crescita di Tarzan, da infante (Tali McGregor), ai suoi primi passi (Peter Kyriakou), alle prime esperienze a cinque (Danny Potts) e dodici anni (Eric Langlois). In The Legend of Tarzan (2016), la presenza di "Tarzan bambino" è invece limitata ad una sua breve apparizione a cinque anni, interpretato da Christian Stevens.

### Fumetti
Le strisce a fumetti giornaliere (daily strip), che esordirono nel 1929; nel 1931 si affiancarono le tavole domenicali (Sunday Pages). Questi primi fumetti si avvalsero della collaborazione di cartoonist come Hal Foster, Rex Maxon, Ruben Moreiro, William Juhre, Burne Hogarth, Dan Barry, Bob Lubbers, John Celardo e Russ Manning, l'autore che più di tutti legò il suo nome al personaggio.
Attualmente le strisce continuano, pubblicate dall'United Feature Syndicate ad opera di Alex Simmons per i testi ed Eric Battle ai disegni. Le strisce possono anche essere trovate on-line su Tarzan daily strip. 
Anche nel formato più ampio del Comic Book vennero prodotte storie realizzate, tra gli altri, da Joe Kubert, Franc Reyes, José Garcia-Lopez e John Buscema.
Fu la Dell Publishing, nel 1939, a realizzare questi albi. Il compito passò, quindi, nel 1962 alla K.K.Publishing, che pubblicò materiale inedito fino al 1972. Contemporaneamente (dal 1964 al 1965) anche la Charlton Comics presentò materiale su Tarzan. Poi toccò prima alla DC Comics, dal 1972 al 1977, quindi la Marvel Comics fino al 1979. Successivamente si assicurò i diritti, fino al 1992, la Malibu Comics che pubblicò una mini serie con una versione violenta e inedita del personaggio di Burroughs. A partire dagli anni novanta il personaggio viene edito dalla Dark Horse Comics in maniera pressoché esclusiva fino al 2011 quando la casa editrice statunitense Dynamite Entertainment annuncia il lancio di una nuova serie regolare. Il titolo è Lord of the Jungle e si propone di raccontare la vera storia del Tarzan di Edgar Rice Burroughs senza censure. Il fumetto è infatti indirizzato ad un pubblico adulto e presenta in copertina l'avvertenza Mature (cioè per un pubblico maturo). La vicenda racconta l'abbandono dei coniugi Greystoke nel Congo belga di fine Ottocento e le loro successive tribolazioni compresa la nascita del figlio destinato a diventare il Re della giungla. Gli autori sono Arvid Nelson (testi) e Roberto Castro (disegni).
Tarzan è stato anche protagonista di incontri e scontri con altri personaggi. Con Superman in un elseworld intitolato Sons Of The Jungle scritto da Chuck Dixon e disegnato da Carlos Meglia e con Batman in Claws of the Catwoman scritto da Ron Marz e disegnato da Igor Kordey. In At the Earth's Core, Tarzan viene catturato dall'alieno Predator in una storia edita da Dark Horse e scritta da Walter Simonson e disegnata da Lee Weeks. In una mini serie in quattro parti il figlio della giungla incontra anche Carson di Venere, altro personaggio creato da Burroughs.

#### Edizioni in italiano
I fumetti di Tarzan sono giunti anche in Italia fin dal 1933 dalla Mondadori, che li inserì in appendice alla rivista I romanzi di cappa e spada. Anche altri editori, oltre alla Mondadori, presentarono, nel corso degli anni successivi, le storie dell'eroe: la S.A.E.V. su L'Audace, Pinocchio e Jumbo; l'A.P.I. su Paperino, la Universo su Intrepido e gli Albi dell'Intrepido; la Società Editrice Lombarda su Il giorno dei ragazzi. Una curiosità è senza dubbio rappresentata dal nome che il personaggio ha avuto in Italia durante il periodo del regime fascista. Il nome Tarzan non poteva essere utilizzato in quanto il regime proibiva l'utilizzo di parole straniere; per questo le sue storie venivano divulgato sotto il nome di Sigfrido.
Infine, fra il 1968 e il 1980, l'Editrice Cenisio ha pubblicato in maniera organica tutta la produzione di Foster, Hogarth e Manning, oltre ad un'ampia selezione dell'opera di Celardo, Lubers e Maxon. A questi vanno aggiunte le edizioni italiane dei comic book e un certo numero di storie prodotte appositamente per il mercato europeo. Dal 2003 al 2005 le Edizioni IF hanno riproposto, in un omonimo mensile durato dieci numeri, storie sparse, disegnate, fra gli altri, da Russ Manning, Joe Kubert e John Buscema.
Nel 2008 Planeta DeAgostini ha ristampato le storie disegnate da Hal Foster e Burne Hogarth in diciotto volumi cartonati.

## Tarzanidi

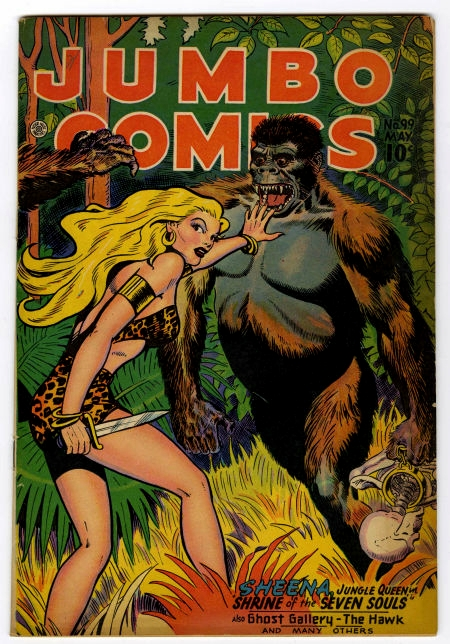
Sheena, una delle più celebri "ragazze della giungla", introdusse il bikini di pelliccia di leopardo, una caratteristica che sarebbe stata replicata dalle successive eroine tarzanidi.

La popolarità di Tarzan ha dato origine al fenomeno dei "tarzanidi". Un tarzanide è un personaggio dei fumetti (maschile o femminile) ispirato all'uomo scimmia, a cui assomiglia per intraprendenza fisica, vita avventurosa nella giungla, dono di capire e farsi capire dagli animali, contatto con civiltà perdute, coraggio combinato con la capacità di gestire la natura.
I tarzanidi seguono le stesse linee d'azione di Tarzan, ma tra essi vi sono diversi eroi, uomini o donne, adattati ad avventure ambientate in un insieme di elementi che compongono lo stereotipo della giungla nell'immaginario popolare, comprendendo, oltre alle giungle africane, la foresta amazzonica e anche regioni polari sconosciute.

## Videogiochi
Videogiochi tratti con licenza ufficiale dalla saga di Tarzan, in ordine cronologico:
- Tarzan (previsto 1983) per Atari 2600, mai pubblicato, ma giunse a uno stadio avanzato di sviluppo[9]
- Tarzan (1986) per vari home computer
- Tarzan Goes Ape (1991) per Commodore 64 e Spectrum
- Tarzan: Lord of the Jungle (1994) per Game Boy e Game Gear

In seguito sono usciti alcuni titoli tratti in particolare dal film Disney Tarzan:
- Tarzan (1999) per Windows e varie console
- Tarzan Jungle Tumble e Terk & Tantor Power Lunch (1999) all'interno della serie di casual game Disney Hot Shots per Windows
- Disney's Tarzan Untamed (2001) per GameCube e PlayStation 2
- Tarzan: Return to the Jungle (2002) per Game Boy Advance

Tra i titoli non ufficialmente ispirati a Tarzan si ricorda l'arcade Jungle Hunt (1982), che fuori dal Giappone dovette essere modificato dalla Taito per problemi di copyright.

## Giocattoli
Il personaggio di Tarzan è stato raffigurato in action figure giocattolo. Tra le più celebri versioni vanno ricordate quella Mattel, nella serie Big Jim degli anni settanta e, sempre nello stesso decennio, la versione prodotta dalla Mego Corporation.